# 磷酸果糖激酶1
磷酸果糖激酶1（Phosphofructokinase-1；PFK-1；EC 2.7.1.11）是一種糖解作用裡一種重要的酶，是一種由4個次單位組成的異位（allosteric）酵素，可受多種活化劑與抑制劑調控。在糖解作用裡，PFK-1是負責將果糖-6-磷酸與ATP轉變成為果糖-1,6-雙磷酸與ADP。

## 基因
人類體內共有3個生產此酵素的基因：
- PFKL（英语：PFKL） - 肝臟
- PFKM（英语：PFKM） - 肌肉
- PFKP（英语：PFKP） - 血小板

## 外部連結
- 醫學主題詞表（MeSH）：Phosphofructokinase-1